# Lupe de Lupe
Lupe de Lupe é uma banda brasileira de Belo Horizonte, Minas Gerais. O quarteto iniciou suas atividades em 2009.

## História
Em 2009, Renan Benini, Cícero Nogueira, Daniel Cabral e Vitor Brauer compunham a primeira formação da Lupe de Lupe, com Renan, Cícero e Brauer atuando como compositores e vocalistas. Daniel Cabral saiu da banda e Davi Lanna assumiu a bateria em meados de 2010. Em 2011, eles lançam o primeiro EP da banda, intitulado "Recreio". No mesmo ano, Davi sai da banda, Cícero, até então o guitarrista da banda, assume as baquetas e Gustavo Scholz assume as guitarras. No ano de 2011 a banda chegou às finais do concurso HIT BB, promovido pelo Banco do Brasil, para tocar no Planeta Terra.  Pouco tempo depois, Gustavo Scholz passou a atuar também como um dos compositores e vocalistas da banda.
No ano seguinte, a Lupe de Lupe lança seu primeiro álbum de longa duração, "Sal Grosso", pelo selo Coletivo Popfuzz; e em 2013, lançam o EP "Distância".
Em 2014, o quarteto libera dois singles, "Eu Já Venci" e "Ágape", pela Noisey. Em novembro do mesmo ano, eles lançam seu segundo álbum de estúdio e primeiro álbum duplo, intitulado Quarup.  Com vinte e uma faixas e quase duas horas de duração, o álbum foi gravado, produzido e lançado de forma totalmente independente pelos membros da banda.
Lupe de Lupe é uma das bandas que mais influenciaram as produções do rock independente nacional com sua estética DIY e suas produções de baixo custo. A banda representa um dos grandes nomes do “rock triste” brasileiro, cena do rock independente nacional que, atualmente, agrega diferentes gêneros musicais e selos embasada em uma tentativa de apoio mútuo entre artistas independentes. A importância da banda nesse cenário se mostra através da criação conjunta com diversos artistas do coletivo “Geração Perdida de Minas Gerais”, que visa estimular a produção musical independente no estado de Minas Gerais.
Seu disco Vocação foi considerado um dos 25 melhores álbuns brasileiros do segundo semestre de 2018 pela Associação Paulista de Críticos de Arte (APCA). A APCA também escolheu Um Tijolo com Seu Nome como um dos 50 melhores álbuns nacionais de 2023.
Também em 2023, é anunciada a saída do baterista e membro fundador Cícero Nogueira após o final da sua turnê de despedida.  Com a sua saída, Vitor Brauer assume a bateria em Um Tijolo com Seu Nome.

## Integrantes

### Membros atuais
- Vitor Brauer - vocal, guitarra, bateria (2009 - presente)
- Renan Benini - baixo, vocal  (2009 - presente)
- Gustavo Scholz - guitarra, vocal (2012 - presente)
- Jonathan Tadeu - vocal, guitarra (2019 - presente)

### Ex-membros
- Daniel Cabral - bateria (2009 - 2010)
- Davi Lanna - bateria (2010 - 2011)
- Cícero Nogueira - bateria, guitarra, vocal (2009 - 2023)

## Discografia

### Álbuns de estúdio
- Sal Grosso (2012)
- Quarup (2014)
- Vocação (2018)
- Lula (2021)
- Um Tijolo Com Seu Nome (2023)
- Amor (2025)

### EPs
- Recreio (2011)
- Distância (2013)
- Duas Valsas (2019)